# 眉山丸
眉山丸（びざんまる）は、日本国有鉄道（国鉄）鉄道連絡船の宇高連絡船の船舶である。
紫雲丸型の船舶で、同型船には紫雲丸、鷲羽丸がある。車両甲板には2線の線路を敷き、宇高航路においては初の車載客船でもあった。
船名の「眉山」は徳島県の眉山に由来する。

## 概略
太平洋戦争後、宇高連絡船は輸送量が増加し、従来の船舶では需要の増大に対応できなくなったことから、大型船の導入が計画され、1946年（昭和21年）から3隻の大型船の建造が進められた。
眉山丸は播磨造船所で建造され、1946年（昭和21年）10月24日に起工。1947年（昭和22年）9月16日に進水し、同年12月5日に竣工、同日就航。竣工と同時にGHQの日本商船管理局（en:Shipping Control Authority for the Japanese Merchant Marine, SCAJAP）によりSCAJAP-B032の管理番号が付与された。紫雲丸型では2番目の就航であった。
1966年（昭和41年）5月21日、阿波丸、伊予丸、土佐丸の就航により、運航終了。1967年（昭和42年）9月30日に売却解体となった。